# District de Coimbra
Le district de Coimbra est un district du Portugal.
Sa superficie est de 3 947 km², ce qui en fait le 12e du pays en superficie. Sa population est de 441 245 habitants (2001).
Sa capitale est la ville éponyme de Coimbra.
Le district de Coimbra comprend 20 municipalités :
- Arganil
- Aveleira
- Cantanhede
- Coimbra
- Condeixa-a-Nova
- Figueira da Foz
- Góis
- Lorvão
- Lousã
- Mira
- Miranda do Corvo
- Montemor-o-Velho
- Oliveira do Hospital
- Pampilhosa da Serra
- Penacova
- Penela
- São Mamede
- Soure
- Tábua
- Vila Nova de Poiares